# Тамара Лихолай
Тама́ра Поліка́рпівна Лихолай (10.11.1922 —) — українська оперна та концертна співачка.

## Життєпис
Музичну освіту здобула в Україні, Київська консерваторія імені Лисенка. У роки Другої світової війни виступала на різних українських сценах. По війні виступала в Братиславі, потім у Німеччині, Швейцарії, Австрії. Понад 15 років — у Аргентині (театр «Колон», Буенос-Айрес). Викладала теорію співу, музики, гру на бандурі.
З 1965 — у Нью Йорку, США. Продовжила виконавчу діяльність в Укр. оперному ансамблі Лева Рейнаровича.